# 內華達鎮區 (愛荷華州斯托里縣)
內華達鎮區（英語：Nevada Township）是位於美國愛荷華州斯托里縣的一個行政鎮區。

## 地方資料
根據2010年美國人口普查的數據，內華達鎮區的面積為89.38平方千米，當中陸地面積為88.88平方千米，而水域面積為0.50平方千米。當地共有人口6820人，而人口密度為每平方千米76.3人。